# Porcellionides olivarum
Porcellionides olivarum là một loài chân đều trong họ Porcellionidae. Loài này được Verhoeff miêu tả khoa học năm 1928.